# José Joaquín Castelblanco Romero
José Joaquín Castelblanco Romero (Umbita, departament de Boyacá, 15 de desembre de 1969) és un ciclista colombià, professional del 1995 al 2004. Del seu palmarès destaquen les 4 victòries a la Volta a Colòmbia. L'any 2004 també va guanyar aquesta competició però fou desqualificat del triomf posteriorment per donar positiu en un control per testosterona.

## Palmarès
- 1992
  - 1r a la Volta a Guatemala
- 1993
  - Vencedor d'una etapa de la Volta a Guatemala
- 1994
  - 1r al Circuito Montañés
  - 1r al Tour de Guadeloupe
- 1997
  -  Campió de Colòmbia en ruta
  - 1r a la Volta a Colòmbia i vencedor de 2 etapes
- 1998
  - 1r a la Volta a Colòmbia i vencedor de 3 etapes
- 2001
  - Vencedor de 2 etapes del Clásico RCN
- 2002
  - 1r a la Volta a Colòmbia i vencedor de 2 etapes
  - 1r al Clásico RCN i vencedor d'una etapa
- 2003
  - 1r al Clásico RCN i vencedor d'una etapa
- 2004
  -  1r a la Volta a Colòmbia i vencedor d'una etapa
- 2006
  - 1r a la Volta a Colòmbia
  - 1r a la Volta a Trujillo i vencedor de 2 etapes
  - Vencedor d'una etapa del Clásico Ciclístico Banfoandes
- 2007
  - Vencedor d'una etapa del Clásico RCN

### Resultats al Tour de França
- 1996. 71è de la classificació general.
- 1999. 37è de la classificació general.

### Resultats al Giro d'Itàlia
- 2000. 18è de la classificació general.
- 2001. 15è de la classificació general.
- 2002. 34è de la classificació general.
- 2003. 37è de la classificació general.

### Resultats a la Volta a Espanya
- 1997. 41è de la classificació general.
- 1998. 15è de la classificació general.
- 1999. Abandona.